# Rio Ciciana Mare
O Rio Ciciana Mare é um rio da Romênia, afluente do Rio Pârâul de Câmpie, localizado no distrito de Mureş.